# La venganza de los hackers
La venganza de los hackers, es un ensayo libre de Eric Steven Raymond sobre desarrollo de software de código abierto el cual es usado de referencia e inspiración por los desarrolladores de software libre. Está incluido en el libro Open Sources: Voices from the Open Source Revolution, publicado por O' Reilly.